# Starzec leśny
Starzec leśny (Senecio sylvaticus L.) – gatunek rośliny z rodziny astrowatych (Asteraceae Dumort.). Występuje w Europie i Azji, a także w Ameryce Północnej, gdzie został introdukowany i jest gatunkiem inwazyjnym. W Polsce jest pospolity na obszarze całego kraju, zarówno na niżu jak i w górach.

## Morfologia

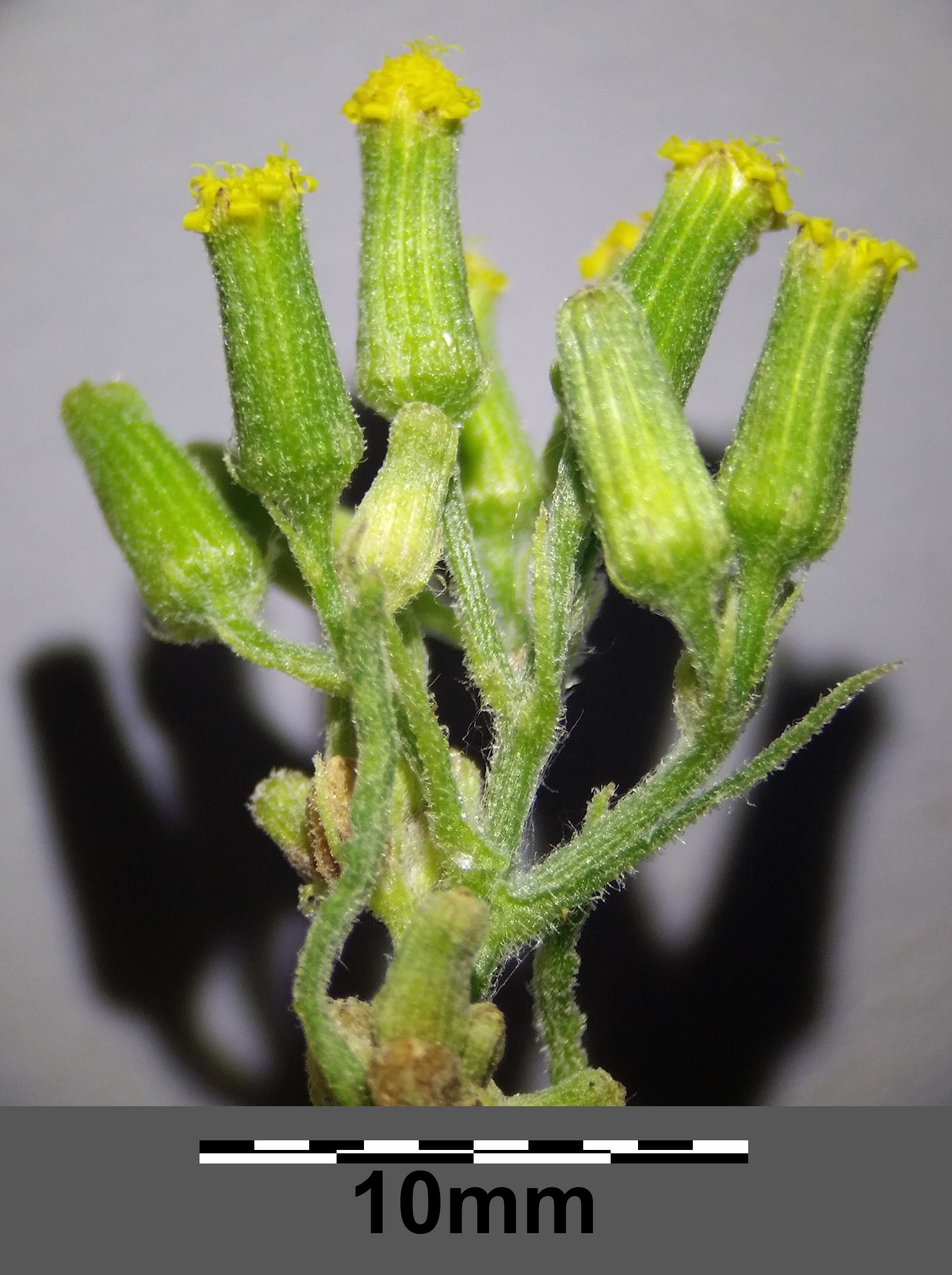
Kwiatostany

ŁodygaProsta o wysokości od 15 do 80 cm, nieznacznie wełnisto owłosiona, bez gruczołków.
LiściePrzerywano pierzaste, o długości do 12 cm, nierówno ząbkowane, dolne na oskrzydlonych ogonkach, a górne siedzące z nasadą. Rozmieszczone w dość równych odstępach wzdłuż łodygi.
KwiatyKoszyczki w postaci luźnej, baldachokształtnej wiechy; okrywa koszyczka wąskodzwonokowata. Listki okrywy najczęściej w liczbie 13, o kształcie lancetowatym – zewnętrzne małe, przylegające, nagie, krótko owłosione. W koszyczku najczęściej osiem języczkowatych, zwiniętych kwiatów barwy jasnożółtej.
OwocNiełupka owłosiona przylegle.

## Biologia i ekologia
Roślina roczna. Kwitnie od czerwca do sierpnia. Gatunek o szerokiej amplitudzie siedliskowej, występuje zarówno na glebach suchych jak i świeżych, średnio żyznych, o odczynie lekko kwaśnym.